# 永昌 (宮文彩)
永昌（えいしょう）は、明末に政権を樹立し自立した擎天王宮文彩が建てた私年号。1644年 - 1645年。李崇智は李自成の永昌元号を奉じたとしている。

## 西暦・干支との対照表
| 永昌 | 元年     | 2年      |
| 西暦 | 1644年   | 1645年   |
| 干支 | 甲申     |          |
| 明   | 崇禎17年 | -        |
| 清   | 順治元年 | 順治2年  |
| 南明 | -        | 弘光元年 |
| 南明 | -        | 隆武元年 |
| 大西 | 大順元年 | 大順2年  |